# N90 (België)
De N90 is een gewestweg in de Belgische provincies Henegouwen, Namen en Luik. Deze weg vormt de verbinding tussen Bergen en Luik.
De totale lengte van de N90 bedraagt ongeveer 145 kilometer.

## Plaatsen langs de N90
- Bergen
- Saint-Symphorien
- Villers-Saint-Ghislain
- Bray
- Waudrez
- Binche
- Épinois
- Anderlues
- Fontaine-l'Evêque
- Goutroux
- Monceau-sur-Sambre
- Marchienne-au-Pont
- Dampremy
- Charleroi
- Marcinelle
- Gilly
- Châtelineau
- Pironchamps
- Farciennes
- Moignelée
- Tamines
- Sambreville
- Auvelais
- Jemeppe-sur-Sambre
- Moustier-sur-Sambre
- Mornimont
- Floreffe
- Malonne
- Namen
- Jambes
- Lives-sur-Meuse
- Namêche
- Sclayn
- Andenne
- Ben-Ahin
- Hoei
- Tihange
- Neuville-sous-Huy
- Ombret
- Hermalle-sous-Huy
- Clermont-sous-Huy
- Ivoz-Ramet
- Jemeppe-sur-Meuse
- Seraing
- Ougrée
- Angleur
- Luik
- Bressoux

## Aftakkingen

### N90a
De N90a verbindt de N90 ter hoogte van de Pont de Ougrée met de N683, deze weg loopt langs de terreinen van het voormalige Cockerill-Sambre in Seraing. De totale lengte van de N90a bedraagt 2,5 kilometer.

### N90b
De N90b is een aftakking van de N90 in Andenne. De 1,7 kilometer lange route loopt parallel met de N90 echter direct naast de Maas.

### N90c
De N90c zijn twee verbindingswegen in Namen. De route ene verbindt de N90 met de N4 ter hoogte van de Pont de Louvain in Namen en heeft een lengte van ongeveer 180 meter en gaat over de Rue Borgnet. De andere route komt ook uit op deze rotonde van de N4 maar gaat over de Rue Lucien Namêche en heeft een lengte van ongeveer 130 meter.

### N90e
De N90e verbindt de N90 met de Rue du Pont ter hoogte van Hermalle-sous-Huy, deze weg fungeert er als op- en afrit voor de N90. De totale lengte van de N90e bedraagt ongeveer 200 meter.

### N90g
De N90g is een aftakking van de N90 in Namen. De route verbindt de N90 ter hoogte van de Chaussée de Charleroi met de N90 ter hoogte van de Avenue du Cardinal Mercier. De totale lengte van de N90g bedraagt ongeveer 1,4 kilometer.

### N90h
De N90h is een verbindingsweg in Hoei. De route verbindt de N90 met de N617e voor het verkeer afkomstig uit de richting Namen. Verkeer uit de richting Luik hebben een eigen afrit naar de N617e toe.  loopt parallel met de N90 ter hoogte van de Pont de l'Europe in Hoei. De totale lengte van de N90h bedraagt ongeveer 550 meter.
De N90h had eerder N600a als wegnummer.

### N90z
De N90z verbindt de N90 ter hoogte van de Quai de Sadoine met de N90 ter hoogte van de Avenue Greiner in Seraing. De totale lengte van de N90z bedraagt 200 meter.